# جون تولاند (فيلسوف)
جون تولاند (30 نوفمبر 1670 - 11 مارس 1722) فيلسوف عقلاني أيرلندي وعالم هجائي، كتب العديد من الكتب والمنشورات حول الفلسفة السياسية وفلسفة الدين، وهي تعبيرات مبكرة عن فلسفة عصر التنوير. ولد في أيرلندا، وتلقى تعليمه في جامعات غلاسكو وإدنبرة ولايدن وأوكسفورد، وتأثر بفلسفة جون لوك. كان عمله الأول والأكثر شهرة هو «المسيحية غير الغامضة» (1696).

## سيرته
وُلد جون تولاند في أرداغ في شبه جزيرة إنيشوين، وهي منطقة يتبع أغلب سكانها الكنيسة الرومانية الكاثوليكية ويتحدثون الأيرلندية. والداه غير معروفين. وقد كتب فيما بعد أنه عُمِّدَ وسُمِّى يانوس جونيوس؛ على اسم مسرحية تتحدث عن الإله الروماني ذي الوجهين يانوس وجونيوس بروتوس، المؤسس الشهير للجمهورية الرومانية. وفقًا لبيير دي مايزو فإن تولاند أصبح اسمه جون باعتباره تلميذًا بتشجيع من مدرسه.
تحوّل رسميًا من الكاثوليكية إلى البروتستانتية في سن 16، وحصل تولاند على منحة دراسية لدراسة اللاهوت في جامعة غلاسكو. وفي 1690 في سن 19، منحته جامعة إدنبرة درجة الماجستير، ثم حصل على منحة دراسية لمدة عامين للدراسة في جامعة لايدن في هولندا، وثم قضى عامين في جامعة أكسفورد في إنجلترا (1694–1995). وحصل على منحة لايدن من قبل المنشقين الإنجليز الأثرياء، الذين كانوا يأملون في أن يستمر تولاند ليصبح وزيراً للمعارضين.
في كتاب تولاند الأول المسيحية غير الغامضة (1696)، قال أن الوحي الإلهي للكتاب المقدس لا يحتوي على أسرار حقيقية؛ حيث يمكن فهم كل عقائد الإيمان وإثباتها من خلال العقل المدبر بشكل صحيح من المبادئ الطبيعية. ولهذه الحجة تمت محاكمته من قبل هيئة محلفين كبرى في لندن. واقترح أعضاء البرلمان الأيرلندي أن يتم إحراقه على الملأ، ولكن لم يتمكنوا من القبض عليه، فقاموا بحرق ثلاث نسخ من الكتاب في دبلن لأن المحتوى يتعارض مع المذاهب الأساسية لكنيسة أيرلندا.
بعد رحيله من أكسفورد أقام في لندن بقية حياته، ولكنه كان أيضًا زائرًا متكررًا إلى ألمانيا وهولندا، وتوفي تولاند في بوتني في 10 مارس 1722. ذُكِر في موسوعة بريتانيكا عام 1911 أنه توفى في لندن عن عمر يناهز 51 عامًا لأنه كان يعيش في فقر مدقع، وسط كتبه، وقلمه في يده. وقبل وفاته بفترة وجيزة، قام بتأليف سيرته الذاتية، الذي قال فيها عن نفسه: «لقد كان مؤيدًا للحرية، عاشقًا لجميع أنواع التعلم، ولكن لم يتبعه أي رجل أو تابع. ولا يمكن أن يثنيه العبوس أو الحظ عن الأساليب التي اختارها».
بعد وقت قصير جداً من وفاته، كتب بيير دي مايزو سيرة مطولة لتولاند.

## روابط خارجية
- جون تولاند على موقع الموسوعة البريطانية (الإنجليزية)